# Lebensborn
Lebensborn («fuente de vida» en alemán) fue una organización creada en la Alemania nazi por el líder de la SS Heinrich Himmler como Lebensborn Eingetragener Verein o Asociación Registrada Lebensborn. Su objetivo era expandir la raza aria, la cual debía convertirse en la raza prevaleciente en buena parte de Europa —inicialmente, el centro y este del continente según el Generalplan Ost de limpieza étnica—. Esta organización proveía de hogares de maternidad y asistencia financiera a las esposas de los miembros de las SS y a madres solteras; asimismo, administraba orfanatos y programas para dar en adopción a los niños.
Inicialmente creada en Alemania en 1935, Lebensborn se expandió a los países ocupados en el norte y oeste de Europa durante la Segunda Guerra Mundial. En línea con las políticas racial y eugenésica de la Alemania nazi, el programa Lebensborn se restringió a individuos que fueran considerados como arios «racialmente puros» y para miembros de las SS. En los países ocupados, miles de mujeres que participaron voluntariamente en el proyecto durante la ocupación nazi, se enfrentaron posteriormente al ostracismo social por haber tenido relaciones con soldados alemanes y haber quedado embarazadas, con lo cual tenían pocas alternativas fuera de solicitar ayuda en el Lebensborn.
Después de la Segunda Guerra Mundial se informó de que el Lebensborn era un programa de reproducción selectiva; sin embargo, los individuos no eran forzados a reproducirse con parejas seleccionadas, aunque es cierto que el objetivo del programa era promover el crecimiento de las poblaciones arias «superiores» por medio de la provisión de cuidados médicos de excelencia y el acceso restringido al programa a través de selecciones médicas que aplicaban criterios eugenésicos y raciales. Por otra parte, si bien Lebensborn procesaba las adopciones por parte de familias alemanas de cierto número de niños que fueron secuestrados en Europa del Este, no estuvo involucrada en el secuestro de miles de niños polacos que fueron sometidos a la «germanización» al ser enviados a campos de reeducación y acogidos por familias alemanas. Este proyecto, también dirigido por Himmler, fue llevado a cabo por otras secciones de la burocracia nazi. El documental Los niños perfectos de Hitler revela más aspectos sobre las operaciones, cualidades y características implementadas en el proyecto.

## Antecedentes
Desde 1868, la difusión de la teoría darwinista había ganado bastante terreno en los estados germánicos, especialmente en Prusia, donde la Iglesia se encontraba en decadencia y se presentaba una creciente difusión del socialismo. Consecuentemente, son varios los autores que señalan que diversas ideas de Francis Galton y su primo Charles Darwin, y los propios movimientos de la eugenesia y el darwinismo social llegaron a ser parte de la ideología nacional socialista y sirvieron como fundamento ideológico y teórico del proyecto eugenésico de Adolf Hitler. En relación con esto, en su libro El origen del hombre (1871), Darwin trató uno de los aspectos que posteriormente sería probado en el programa Lebensborn:

«A fin de que la mujer pueda llegar al mismo nivel que el hombre, ella debería, cuando sea casi adulta, ser entrenada con energía y perseverancia, y tener su razón e imaginación entrenada al punto más alto, y entonces ella probablemente transmitiría estas cualidades sobre todo a sus hijas adultas. Todas las mujeres, sin embargo, no podrían crecer de esta manera, a menos que durante muchas generaciones aquellas que destacaran en las virtudes más vigorosas se casaran y produjeran descendencia en un mayor número que las demás mujeres».
Charles Darwin, El origen del hombre (1871), capítulo XIX: Hombre - Diferencias sexuales, pág. 565.

Esta idea se vio reflejada en el programa Lebensborn, el cual buscaba el desarrollo de una raza «superior» y competente, con cualidades fuertes de supremacía. Para esto, se elegía a las mujeres más aptas física e intelectualmente para ser las procreadoras de los hijos de los oficiales de las SS, lo que —se pensaba— supuestamente llevaría a una «depuración» en sus descendientes.

## Fundación
La Lebensborn e. V. (eingetragener Verein, "asociación registrada") fue oficialmente fundada el 12 de diciembre de 1935, en parte como respuesta a la disminución de las tasas de nacimiento en Alemania, con el fin de promover las políticas de eugenesia nazis. Ubicada en Múnich, la organización fue en parte una oficina dentro de las Schutzstaffel (SS) y responsable de ciertos programas de bienestar familiar, y en parte una sociedad de líderes nazis. El propósito del programa era proveer incentivos para fomentar en los alemanes, especialmente los miembros de las SS, tener más hijos.

El 13 de septiembre de 1936, Himmler escribió lo siguiente a miembros de las SS: 
La organización "Lebensborn e. V." sirve a los líderes SS en la selección y adopción de niños calificados. La organización "Lebensborn e. V." se encuentra bajo mi dirección personal, es parte de la agencia central de raza y colonización, y tiene las siguientes obligaciones:
1. Ayuda a familias racial y biológica-hereditariamente valiosas.
2. El alojamiento de madres racial y biológico-hereditariamente valiosas en casas apropiadas, etc.
3. Asistencia a los niños de tales familias.
4. Asistencia a las madres.

Es el deber honorable de todos los líderes de la agencia central convertirse en miembros de la organización Lebensborn e. V. La solicitud de admisión debe ser completada antes del 23 de septiembre de 1936.
En 1939 la membresía ascendía a 8000, de los cuales 3500 eran líderes de las SS con membresía obligatoria. La oficina Lebensborn era parte del SS Rasse und Siedlungshauptamt (Oficina SS para la Raza y la Colonizacíón) hasta 1938, donde fue transferida al Hauptamt Persönlicher Stab Reichsführer-SS (Oficina central de la SS de colaboradores personales del Reichsführer), esto es, estaba directamente supervisada por Himmler. Los líderes de la Lebensborn e. V. eran el Standartenführer de las SS Max Sollmann y el Oberführer de las SS dr. Gregor Ebner.

## Implementación

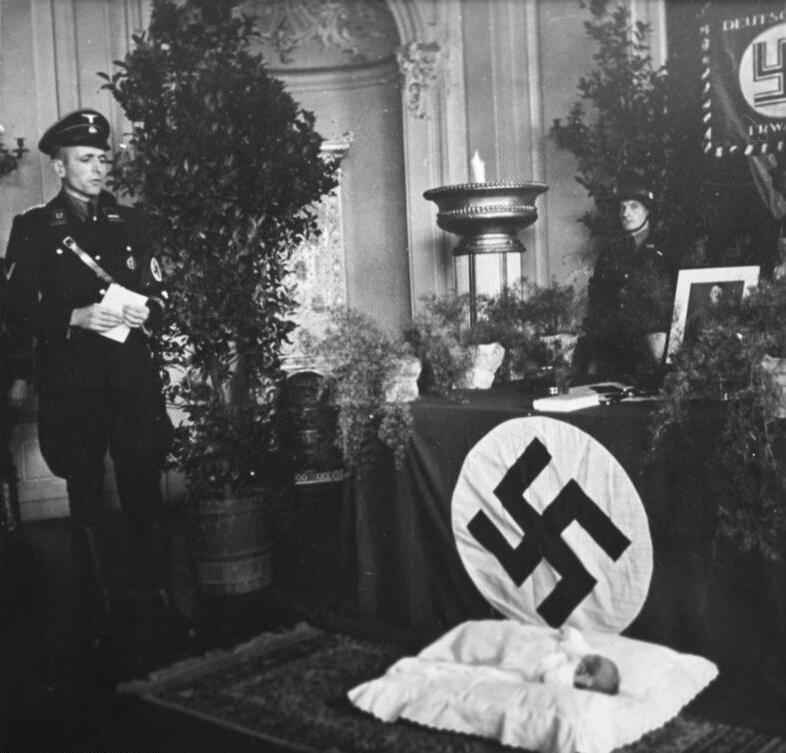
Archivo Federal Alemán, 1936.

Inicialmente, el programa servía como institución de asistencia social para esposas de oficiales de las SS. La organización dirigía instalaciones, primordialmente casas de maternidad, donde las mujeres pudieran dar a luz o recibir ayuda sobre cuestiones familiares. El programa aceptaba a mujeres solteras que estuviesen embarazadas o que ya hubiesen dado a luz y estuviesen necesitadas de ayuda, proveyéndosela en tanto la madre como el padre del niño se considerasen racialmente valiosos. Cuando no se trataba de miembros de las SS, los padres y madres de los niños eran normalmente examinados por médicos de las SS antes de ser admitidos. Solo las mujeres de cabello rubio, de ojos azules, sin defectos genéticos y con ciertas medidas físicas específicas podían ser aceptadas en el programa.
El primer hogar Lebensborn, conocido como Heim Hochland, abrió en 1936 en Steinhöring, un pequeño pueblo no muy lejos de Múnich. El primer hogar fuera de Alemania se abrió en Noruega en 1941. Si bien Lebensborn e. V. estableció instalaciones en varios países ocupados, las actividades estaban concentradas en torno a Alemania, Noruega y la Europa ocupada del noreste, principalmente Polonia. El enfoque principal en la Noruega ocupada fue ayudar a los niños nacidos de soldados alemanes con mujeres noruegas. En el noreste de Europa, la organización, además de los servicios proveídos a los miembros de las SS, se involucraron en la reubicación de niños, mayormente huérfanos, a familias en Alemania.
Lebensborn e. V. tenía instalaciones, o planeaba tenerlas, en los siguientes países (algunas fueron meramente oficinas de campo):
- Alemania: 10
- Austria: 3
- Polonia (territorio ocupado del Gobierno General): 7 (8 si se incluye Szczecin)[15]
- Noruega: 9 (o hasta 15)
- Dinamarca: 2
- Francia: 1 (febrero de 1944 - agosto de 1944)
- Bélgica: 1 (marzo de 1943 - septiembre de 1944)
- Países Bajos: 1
- Luxemburgo: 1

Alrededor de 8000 niños nacieron en hogares Lebensborn en Alemania, y otros 8000 en Noruega. En otros lugares, el número total de nacimientos fue mucho menor. Más tarde, las instalaciones también sirvieron como hogares temporales, orfanatos y como un servicio de adopción.
Contrario a las expectativas del programa, muchos de los niños que nacieron como consecuencia no mostraron ser «especialmente talentosos» ni ser «inmunes» a enfermedades o discapacidades. Además, muchos de esos niños tuvieron que afrontar una infancia difícil, tanto por la falta de atención y cuidado humanitario, como por el decaimiento del nazismo y la posterior desatención de las exautoridades nazis a los niños que quedaron en esos centros.

## Juicio en la posguerra
Después de la guerra, la rama de la organización Lebensborn que operaba en el noreste de Europa fue acusada de secuestrar niños considerados racialmente valiosos para reubicarlos con familias alemanas. No obstante, de aproximadamente 10 000 niños nacidos en lo que sería el área de Alemania controlada por los Estados Unidos tras la guerra, en el juicio de los líderes de la organización Lebensborn (United States of America v. Ulrich Greifelt, et al.), la corte encontró que solo 340 habían sido manejados por la Lebensborn e. V. Por tanto, los acusados fueron exculpados de los cargos de secuestro.
La corte encontró amplia evidencia de un programa de secuestro y movilización forzosa de niños en el noreste de Europa, pero indicaba que estas actividades fueron llevadas a cabo por individuos que no eran miembros de Lebensborn. Se desconoce exactamente cuántos niños fueron trasladados por Lebensborn u otras organizaciones debido a la destrucción de los archivos por parte de los miembros de las SS antes de huir del avance de las fuerzas aliadas. De la transcripción del juicio:
La acusación no ha logrado probar con el requisito de certeza la participación de Lebensborn y de los acusados en el programa de secuestro conducido por los nazis. Si bien la evidencia ha revelado que miles de niños fueron incuestionablemente raptados por otras agencias u organizaciones y traídos a Alemania, la evidencia ha revelado que solo un pequeño porcentaje del número total entró por medio del Lebensborn. Y de este número solo en casos aislados, supuestamente, Lebensborn tomó niños que tuvieran padres vivos. La mayoría de estos niños de alguna manera conectados con Lebensborn habrían sido huérfanos o alemanes étnicos.

De hecho, se habría planteado, a partir de la evidencia que los defensores del mismo Lebensborn habían planteado, que este proyecto habría tratado de evitar llevar a sus hogares a niños que tuvieran lazos familiares. En este sentido, supuestamente, Lebensborn habría realizado investigaciones extensas para establecer la identidad de un niño y si este tenía lazos familiares. Cuando se descubría que el niño tenía uno de los padres vivo, Lebensborn no procedía con una adopción, como en el caso de los huérfanos, sino que simplemente permitía al niño ser ubicado en un hogar alemán después de una investigación de la familia alemana, con el propósito de determinar el buen carácter de la familia y la idoneidad de la familia para cuidar y criar al niño.

Supuestamente, Lebensborn no realizaba ninguna práctica de selección y examen de niños extranjeros. En todas las instancias, cuando se entregaron niños extranjeros al Lebensborn por otros instituciones, después de una selección y examen, daban a los niños supuestamente cuidados y nunca los habría maltratado.
En Noruega, la organización manejó aproximadamente al menos 250 adopciones. En la mayoría de estos casos, las madres habían consentido la adopción, aunque no todas fueron informadas de que sus hijos serían enviados a Alemania. El gobierno noruego trajo de regreso a todos esos niños después de la guerra, con la excepción de ochenta de ellos. Los registros noruegos de la organización Lebensborn están intactos. La mayoría se encuentra depositado en el Archivo Nacional de Noruega.

## Encuentro abierto
En noviembre de 2006 tuvo lugar un encuentro abierto entre varios niños Lebensborn, con el propósito de disipar los mitos por la desinformación sistemática y con el objetivo de estimular a aquellos afectados a investigar sus orígenes y superar las traumáticas experiencias personales generadas por el proyecto.

## Secuestro de niños en países ocupados
Después de 1939, los oficiales asignados a Lebensborn participaron también en el secuestro de niños en los países ocupados, como Polonia, Checoslovaquia, Ucrania y Francia. Aproximadamente entre 50 000 y 200 000 niños polacos fueron secuestrados. Todos aquellos que, tras ser sometidos a un riguroso examen, recibían la certificación de ser lo suficientemente arios para entrar en el programa, eran enviados con certificados de nacimiento falsificados a familias previamente seleccionadas. A estas familias se les proporcionaba a menudo una historia falsa acerca del niño que iban a adoptar, siendo la más común la de que el niño o niña era hijo de un soldado muerto en combate. Aquellos niños que no obtenían la certificación de ser lo suficientemente arios eran enviados a campos de concentración infantiles como Kalish, Dzierzazna y Litzmannstadi, y de ahí a los campos de exterminio.
La mayoría de estos niños nunca regresaron a sus familias originales, y sus descendientes ignoraban, por lo general, sus orígenes. Se estima que después de la guerra, en 1946, la cantidad de niños secuestrados rondaba los 250 000, de los cuales solo 25 000 fueron devueltos a sus familias. Muchas familias alemanas que habían participado en el programa rechazaban devolver a los niños y, en otros casos, fueron los niños mismos quienes no quisieron volver con sus familias.